# Frederic Rzewski
Frederic Rzewski (Westfield, 13 aprile 1938 – Montiano, 26 giugno 2021) è stato un compositore e pianista statunitense.

## Biografia
Rzewski iniziò a suonare il pianoforte all'età di cinque anni. Si diplomò alla Phillips Academy, all'Università di Harvard e a quella di Princeton studiando da insegnanti quali Randall Thompson, Roger Sessions, Walter Piston e Milton Babbitt. Nel 1960 si spostò in Italia: soggiorno che si rivelò di significativa importanza per la sua formazione musicale. Oltre a studiare con Luigi Dallapiccola, iniziò una carriera come improvvisatore di musica d'avanguardia per pianoforte. Pochi anni dopo divenne cofondatore del collettivo Musica Elettronica Viva con Alvin Curran e Richard Teitelbaum. Nel 1971 tornò a New York.
Nel 1977, Rzewski divenne professore di composizione al Conservatoire royal di Liegi, in Belgio, che verrà diretto da Henri Pousseur. Insegnava occasionalmente e parallelamente nelle università di Yale, di Cincinnati, presso il California Institute of the Arts, l'Università della California di San Diego, al Royal Conservatory of The Hague e al Trinity Laban Conservatoire of Music and Dance di Londra.
Molte delle opere di Rzewski sono ispirate a temi sociali e storici, mostrano una profonda coscienza politica e sono improvvisate. Alcuni dei suoi lavori più famosi includono The People United Will Never Be Defeated!, contenente trentasei variazioni sul brano El pueblo unido jamás será vencido di Sergio Ortega; Coming Together, ispirata ad alcune lettere scritte da Sam Melville durante la rivolta della prigione di Attica; North American Ballads; Night Crossing with Fisherman; Fougues; Fantasia and Sonata; The Price of Oil e Le Silence des Espaces Infinis, entrambe contenenti note grafiche; Les Moutons de Panurge; e Antigone-Legend, che criticano le politiche dello stato e che vennero suonate in anteprima durante la notte in cui gli Stati Uniti bombardarono la Libia durante il mese di aprile del 1986. Fra le sue composizioni più recenti vi sono le Nanosonatas (2006 - 2010) e la Cadenza con o senza Beethoven. Rzewski ha anche suonato durante l'anteprima mondiale del suo concerto per pianoforte ai Proms della BBC del 2013.

Nel suo Baker's Biographical Dictionary of Musicians, Nicolas Slonimsky dichiara:

## Composizioni

### Per il teatro
- The Persians (1985)
- The Triumph of Death (1987–88)

### Per orchestra
- Nature Morte, per piccola orchestra (1964)
- A Long Time Man, per pianoforte e orchestra (1979)
- Satyrica', for chitarra, contrabbasso, pianoforte, sintetizzatore, vibrafono, percussioni e banda (1983)
- Una Breve Storia d'Estate, per 3 flauti e orchestra (1983)
- Scratch Symphony (1997)
- Movable Types (1999)

### Musica da camera
- Speculum Dianae, per 8 improvvisatori (1964)
- Selfportrait, (1964)
- Prose Pieces, per ensemble di improvvisatori (1967–68)
- Les Moutons de Panurge', for any number of melody instruments (1968)
- Last Judgment, per trombone solista o in qualsiasi numero all'unisono (1969)
- Second Structure, per ensemble di improvvisatori (1972)
- Song and Dance, per flauto, clarinetto basso, contrabbasso e vibrafono (1976)
- Thirteen Instrumental Studies, per ensemble (1972–77)
- Moonrise with Memories, per trombone basso e ensemble (1978)
- Three Pieces, per sassofono soprano, trombone e pianoforte (1979)
- Aria, per flauto (1981)
- Pennywhistlers, per flauto dritto (1981)
- Wails, per clarinetto basso, pianoforte, e percussioni (1984)
- Lost and Found, per qualsiasi esecutore e percussioni (1985)
- To the Earth, per qualsiasi esecutore e percussioni (1985)
- Spots, per 4 esecutori (1986)
- Don't Have it Today, qualsiasi esecutore e contrabbasso (1986)
- The Lost Melody (1989)
- Roses (1989)
- Aerial Tarts, (1990)
- Whangdoodles (1990)
- Shtick, per clarinetto (1990)
- Knight, pervioloncello (1992)
- Holes (1993)
- Crusoe (1993)
- Histories, per quattro sassofoni (1993)
- Whimwhams, per marimba e quartetto d'archi (1993)
- Family Scenes (1995)
- When the Wind Blows (1996)
- Spiritus (1997)
- ForHanns (1998)
- Trio, per violino, violoncello e pianoforte (1998)
- Main Drag, per nove esecutori (1999)
- Cradle Rock (1999)
- Pocket Symphony, per flauto, clarinetto, violino, violoncello, pianoforte e percussioni (2000)
- 96, per 5 esecutori (2003)
- Hard Cuts per pianoforte e ensemble non determinato (2011)